# Pleospora
Genre
Synonymes
- Cleistotheca Zukal[2]
- Cleistothecopsis F. Stevens & E.Y. True[2]

Pleospora est un genre de champignons (Fungi) ascomycètes de la famille des Pleosporaceae.
Ce genre compte environ 225 espèces, dont plusieurs sont des parasites spécialisés des céréales et autres graminées.

## Synonymes
Selon MycoBank (8 novembre 2014) :
- Cleistotheca Zukal, 1893 ;
- Cleistothecopsis Stevens & True, 1919.

## Liste d'espèces
Selon BioLib (14 novembre 2018) :
- Pleospora addubitans (Stirt.) A.L. Sm. ex Walt. Watson
- Pleospora alfalfae E.G. Simmons
- Pleospora alnicola Podl.-Ruz. & Svrček
- Pleospora ambigua (Berl. & Bres.) Wehm.
- Pleospora androsaces Fuckel
- Pleospora anthyllidis Auersw. & Niessl
- Pleospora aquatica Griffiths
- Pleospora armeriae (Corda) Ces. & De Not.
- Pleospora bardanae Niessl
- Pleospora betae Björl
- Pleospora brachyspora (Niessl) Petr.
- Pleospora calvescens (Fr.) Tul. & C. Tul.
- Pleospora comata Niessl
- Pleospora cytisi Fuckel
- Pleospora dianthi De Not.
- Pleospora dichondrae Frisullo & U. Braun
- Pleospora discors (Dur. & Mont.) Ces. & de Not.
- Pleospora donacina (Fr.) Niessl
- Pleospora epilobii E. Müll.
- Pleospora equiseti A.L. Sm.
- Pleospora eustegia (Cooke) Sacc.
- Pleospora fructicola (G.A. Newton) Rühle
- Pleospora globosa Drechsler
- Pleospora gracilariae E.G. Simmons & S. Schatz
- Pleospora halophila J. Webster
- Pleospora helvetica Niessl
- Pleospora herbarum (Pers.) Rabenh.
- Pleospora hydrophila (P. Karst.) Sacc.
- Pleospora incerta Crivelli
- Pleospora infectoria Fuckel
- Pleospora iqbalii M.T. Lucas
- Pleospora junci Pass. & Beltr.
- Pleospora laminariana G.K. Sutherl.
- Pleospora laricina Rehm
- Pleospora leptogiicola D. Hawksw.
- Pleospora leptosphaerulinoides Crivelli
- Pleospora lignicola J. Webster & M.T. Lucas
- Pleospora lycopersici Marchal & É.J. Marchal
- Pleospora njegusensis Bubák
- Pleospora palustris Berl.
- Pleospora papaveracea (De Not.) Sacc.
- Pleospora pellita (Fr.) Tul. {?}
- Pleospora pelvetiae G.K. Sutherl.
- Pleospora penicillus Fuckel
- Pleospora petiolorum Fuckel
- Pleospora phaeocomoides (Berk. & Broome) G. Winter
- Pleospora phaeospora (Duby) Ces. & De Not.
- Pleospora pomorum A.S. Horne
- Pleospora punctata Wehm.
- Pleospora richtophensis Ellis & Everh.
- Pleospora rubelloides (Plowr. ex Cooke) J. Webster
- Pleospora rubicola Syd.
- Pleospora rubicunda Niessl
- Pleospora scirpicola (DC.) P. Karst.
- Pleospora sparganii Cooke
- Pleospora spartii-juncei E. Müll.
- Pleospora spartinae (J. Webster & M.T. Lucas) Apinis & Chesters
- Pleospora straminis Sacc. & Speg.
- Pleospora subalpina E. Müll.
- Pleospora submersa J. Webster & M.T. Lucas
- Pleospora subriparia (Cooke) Sacc.
- Pleospora tarda E.G. Simmons
- Pleospora teres Died.
- Pleospora triglochinicola J. Webster
- Pleospora valesiaca (Niessl) E. Müll.
- Pleospora verecunda (Curr.) Sacc.
- Pleospora vitalbae (De Not.) Berl.
- Pleospora welwitschiae Crivelli

Selon Catalogue of Life (14 novembre 2018) :
- Pleospora abscondita Sacc. & Roum. 1881
- Pleospora acaenae Henn. 1906
- Pleospora aceris-tatarici Sandu 1962
- Pleospora aclypeata Jadhav, Somani & Wangikar 1978
- Pleospora addubitans (Stirt.) A.L. Sm. 1926
- Pleospora adenophorae Gucevič 1972
- Pleospora adminae Rieuf 1962
- Pleospora aeluropodis Lobik 1928
- Pleospora agapanthi Cruchet 1923
- Pleospora agavicola Sivan. 1984
- Pleospora aggregata Wehm. & S. Ahmad 1964
- Pleospora akolae Jadhav, Somani & Wangikar 1978
- Pleospora alismatis Ellis & Everh. 1902
- Pleospora alnea Kauffman 1929
- Pleospora alnicola Podl. & Svrček 1970
- Pleospora alsines Hollós 1906
- Pleospora alstroemeriae Speg. 1910
- Pleospora altajensis Petr. 1928
- Pleospora alternariae Gibelli & Griffiths 1873
- Pleospora ambigua (Berl. & Bres.) Wehm. 1951
- Pleospora amelanchieris Wehm. 1946
- Pleospora amphoricarpi (Bubák) Wehm. 1961
- Pleospora androsaces Fuckel 1875
- Pleospora angustata Wehm. 1951
- Pleospora angustis Gruyter & Verkley 2012
- Pleospora anthyllidis Auersw. & Niessl 1876
- Pleospora aphyllanthis Henn. 1902
- Pleospora aquatica Griffiths 1899
- Pleospora aradensis M. Petrescu 1942
- Pleospora armeniacae McAlpine 1902
- Pleospora armeriae (Corda) Ces. & De Not. 1863
- Pleospora arundinis Mariani 1911
- Pleospora arxii Tilak 1960
- Pleospora ascodedicata L. Holm & Nograsek 1990
- Pleospora asplenii Ziling 1929
- Pleospora asymmetrica Wehm. 1951
- Pleospora atromaculans Rehm 1904
- Pleospora aurangabadensis Tilak & R.L. Kulk. 1974
- Pleospora aurea Ellis & Everh. 1883
- Pleospora aureliana Fairm. 1906
- Pleospora avenae Rathschlag 1930
- Pleospora baccharidis Koshk. & Frolov 1973
- Pleospora baldensis Crivelli 1983
- Pleospora baldingerae Petr. 1924
- Pleospora baldratiana Bacc. 1917
- Pleospora balsamorrhizae Earle 1901
- Pleospora bardanae Niessl 1876
- Pleospora bataanensis Petr. 1923
- Pleospora batumensis Naumov 1912
- Pleospora berberidicola Lobik 1928
- Pleospora berlesii Oudem. 1897
- Pleospora bernadetiae van den Boom 2015
- Pleospora biebersteinii Gucevič 1972
- Pleospora billbergiae Verwoerd & du Plessis 1931
- Pleospora bjoerlingii Byford 1963
- Pleospora bobanensis Bubák 1915
- Pleospora boldoae Speg. 1910
- Pleospora borgiana (Sacc.) Theiss. 1916
- Pleospora brachyspora (Niessl) Petr. 1940
- Pleospora briosiana Maffei 1916
- Pleospora bryophila Racov. 1959
- Pleospora bubakiana Jaap 1916
- Pleospora buddlejae Gucevič 1959
- Pleospora buddlejicola Gucevič 1959
- Pleospora bulgarica Petr. 1931
- Pleospora caesalpiniae Gucevič 1960
- Pleospora camelliae Dippen. 1931
- Pleospora canariensis Speg. 1914
- Pleospora caricis-pendulae Unamuno 1929
- Pleospora carphicola Speg. 1924
- Pleospora caudata (Rehm) E. Müll. 1951
- Pleospora ceanothi (Dearn. & House) Dearn. 1926
- Pleospora celtidicola Gucevič 1959
- Pleospora centaureae Politis 1940
- Pleospora cephalandrae E. Müll. & S. Ahmad 1957
- Pleospora cerasi Politis 1938
- Pleospora cerastii Feltgen 1905
- Pleospora cereicola Speg. 1910
- Pleospora chandensis P.G. Sathe & K.M. Mogarkar 1973
- Pleospora chlorogali Fairm. 1923
- Pleospora chuquiragae Speg. 1909
- Pleospora clavata Gucevič 1970
- Pleospora clavispora Wehm. 1953
- Pleospora clementsii Wehm. 1953
- Pleospora clypeata Wehm. 1949
- Pleospora collaltina Sacc. & Speg. 1878
- Pleospora collapsa Feltgen 1903
- Pleospora colobanthi Henn. 1906
- Pleospora coluteae (Goid.) Wehm. 1961
- Pleospora coluteicola Gonz. Frag. 1917
- Pleospora comata Niessl 1872
- Pleospora compositarum Earle 1901
- Pleospora coronillae Severini 1913
- Pleospora crozalsii Vouaux 1913
- Pleospora culmicola Speg. 1910
- Pleospora culmigena Feltgen 1901
- Pleospora curvasca Bubák 1914
- Pleospora cytisella Lobik 1928
- Pleospora cytisi Fuckel 1870
- Pleospora cytisicola Lobik 1928
- Pleospora dakotensis (Rehm) Petr. 1952
- Pleospora dalbergiae A. Pande 1970
- Pleospora davatchii Esfand. 1950
- Pleospora dearnessii Sacc. 1914
- Pleospora deceptiva Wehm. 1961
- Pleospora denudata Feltgen 1903
- Pleospora dianthi De Not. 1863
- Pleospora dichondrae Frisullo & U. Braun 1996
- Pleospora dichromotricha (Speg.) Wehm. 1953
- Pleospora discoidea Feltgen 1903
- Pleospora discors (Durieu & Mont.) Ces. & De Not. 1863
- Pleospora dissiliens Magnus 1900
- Pleospora doidgeae Petr. 1927
- Pleospora donacina (Fr.) Niessl 1876
- Pleospora drummondii Nirenberg & Plate 1983
- Pleospora drygalskiana Henn. 1906
- Pleospora dusenii Petr. 1947
- Pleospora dyeri Doidge 1948
- Pleospora echiicola Petr. 1924
- Pleospora echinophorae Kuhnh.-Lord. & J.P. Barry 1949
- Pleospora edwiniae Clem. 1903
- Pleospora egyptiaca Reichert 1921
- Pleospora elaeagni Tilak & R. Rao 1968
- Pleospora elegans Gucevič 1971
- Pleospora eleocharidis P. Karst. 1873
- Pleospora ellisii Wehm. 1961
- Pleospora eocoronis Clem. ex Wehm. 1961
- Pleospora ephedricola Speg. 1912
- Pleospora epilobii E. Müll. 1951
- Pleospora episphaeria Teng & S.H. Ou 1936
- Pleospora equiseti A.L. Sm. 1908
- Pleospora eremosparti Szembel 1924
- Pleospora eriobotryae Cristof. 1913
- Pleospora eryngii Politis 1940
- Pleospora escalerae Gonz. Frag. 1918
- Pleospora escaleriana Gonz. Frag. 1918
- Pleospora eturmiuna E.G. Simmons 2001
- Pleospora eucalypti J.L. Mulder 1989
- Pleospora euonymella Maubl. 1903
- Pleospora eustegia (Cooke) Sacc. 1883
- Pleospora excelsa Gonz. Frag. 1923
- Pleospora fagi Lind 1907
- Pleospora faidherbiae Faurel & Schotter 1958
- Pleospora falconeri Henn. 1903
- Pleospora farlowiana Rehm 1904
- Pleospora feijoae Gucevič 1970
- Pleospora feltgenii Sacc. & P. Syd. 1902
- Pleospora filicina Feltgen 1903
- Pleospora firmianae Koshk. & Frolov 1973
- Pleospora gailloniae Bubák 1914
- Pleospora gallica Brunaud ex Sacc. 1914
- Pleospora gaubae Petr. 1949
- Pleospora gaussiana Henn. 1906
- Pleospora genistae Gucevič 1972
- Pleospora gerberae Dippen. 1931
- Pleospora gigantasca Rostr. 1903
- Pleospora gigaspora P. Karst. 1884
- Pleospora glyceriae Feltgen 1901
- Pleospora gompholobii Petr. 1954
- Pleospora graminearum Wehm. 1961
- Pleospora grevilleae Petr. 1954
- Pleospora guceviczii Glezer 1959
- Pleospora gymnadeniae Hollós 1926
- Pleospora halimi Maubl. 1905
- Pleospora halophila J. Webster 1984
- Pleospora hederae Politis 1935
- Pleospora helichrysi Hollós 1907
- Pleospora heliotropii Golovin 1950
- Pleospora helvetica Niessl 1876
- Pleospora henningsiana Ruhland 1901
- Pleospora heterophragmia Sousa da Câmara 1951
- Pleospora hibisci Gucevič 1970
- Pleospora hidakana Otani & Mikawa 1971
- Pleospora hippophaes P. Larsen 1952
- Pleospora hrubyana Petr. 1931
- Pleospora hungarica (Moesz) Wehm. 1961
- Pleospora hydrophila P. Karst. 1883
- Pleospora ilicis Wehm. 1953
- Pleospora imparseptata Sousa da Câmara 1929
- Pleospora incarvilleae Byzova 1979
- Pleospora incerta Crivelli 1983
- Pleospora indica (Tandon & Bilgrami) K.S. Thind & Mandahar 1966
- Pleospora insignis Gucevič 1971
- Pleospora intermedia Speg. 1910
- Pleospora inulae-candidae Jaap 1916
- Pleospora iqbalii M.T. Lucas 1969
- Pleospora islandica Johanson 1884
- Pleospora juglandina Feltgen 1903
- Pleospora junci Pass. & Beltrani 1882
- Pleospora juzepczukii Gucevič 1972
- Pleospora kamatii A. Pande 1982
- Pleospora karatavica Tartenova 1969
- Pleospora karii Petr. 1936
- Pleospora kentiae Maubl. 1903
- Pleospora kerguelensis Henn. 1907
- Pleospora kirghisorum Domashova 1960
- Pleospora kok-saghyz Cherem. 1951
- Pleospora kouh-cherrica Gonz. Frag. 1918
- Pleospora kouh-sefidica Gonz. Frag. 1918
- Pleospora kravtzevii (Schwarzman) Byzova 1987
- Pleospora kudjurica Petr. 1949
- Pleospora kurdistanica Bubák 1914
- Pleospora kurtbaueri Wechtl & Riedl 1986
- Pleospora lacustris Feltgen 1903
- Pleospora laminariana G.K. Sutherl. 1916
- Pleospora lantanae Jaap 1978
- Pleospora lapageriae Speg. 1910
- Pleospora lapataiensis Speg. 1924
- Pleospora laricina Rehm 1882
- Pleospora lecanora Rehm 1913
- Pleospora leontopodii (Cruchet) E. Müll. 1951
- Pleospora lepidicola Earle 1901
- Pleospora leptosphaerulinoides Crivelli 1983
- Pleospora lesdainii Vouaux 1912
- Pleospora ligni Kirschst. 1907
- Pleospora lignicola J. Webster & M.T. Lucas 1961
- Pleospora ligustri Politis 1935
- Pleospora lindaviana Reichert 1921
- Pleospora lini-cathartici Unamuno 1930
- Pleospora lithophilae Gucevič 1972
- Pleospora logani Gucevič 1959
- Pleospora loganicola Gucevič 1959
- Pleospora lomandrae Petr. 1957
- Pleospora lutea Wehm. 1961
- Pleospora luzulae E. Müll. 1977
- Pleospora lycopersici Marchal & É.J. Marchal 1921
- Pleospora lycopodii Lind 1913
- Pleospora lycopodiicola Lind 1934
- Pleospora macedonica Petr. 1936
- Pleospora macrospora Ces. & De Not. 1863
- Pleospora magnifica Peck 1906
- Pleospora magnoliae Massa 1912
- Pleospora mallorquina Rolland 1905
- Pleospora mangiferae A. Pande 1980
- Pleospora massarioides Feltgen 1903
- Pleospora mauritanica Maire 1907
- Pleospora megalotheca Earle 1901
- Pleospora meliae Politis 1970
- Pleospora mesopotamica Bubák 1914
- Pleospora microspora Niessl 1876
- Pleospora minor Wehm. 1952
- Pleospora minuartiae Gucevič 1972
- Pleospora minuta Kirschst. 1907
- Pleospora miscanthi H.S. Yates 1917
- Pleospora mollis Starbäck 1905
- Pleospora montana Wehm. 1946
- Pleospora montemartinii Caracc. 1934
- Pleospora moravica (Petr.) Wehm. 1952
- Pleospora moricola Pass. 1885
- Pleospora mucosa Speg. 1881
- Pleospora muelleri Tilak 1960
- Pleospora myricariae Ade 1923
- Pleospora nabelekii Picb. 1932
- Pleospora negundinis Oudem. 1900
- Pleospora neottiae Hollós 1910
- Pleospora nevadensis Petr. 1931
- Pleospora nicotianae Av.-Saccá 1922
- Pleospora nidulans Speg. 1912
- Pleospora nitida (Ellis & Everh.) Wehm. 1942
- Pleospora njegusensis Bubák 1915
- Pleospora nolinae A.W. Ramaley & M.E. Barr 1995
- Pleospora notarisii (Sacc.) Petr. 1940
- Pleospora obliqua Wehm. 1951
- Pleospora oblongispora Rehm 1907
- Pleospora obtusispora Z.Q. Yuan & M.E. Barr 1995
- Pleospora occultata Oudem. 1894
- Pleospora oenotherae Feltgen 1903
- Pleospora oleraceae Tehon & G.L. Stout 1929
- Pleospora oligasca Bubák 1906
- Pleospora oligomera Sacc. & Speg. 1878
- Pleospora ononidis Picb. 1927
- Pleospora onosmatis Hollós 1906
- Pleospora opuntiicola Bubák 1906
- Pleospora orbicularis Auersw. 1868
- Pleospora orchidearum Henn. 1905
- Pleospora osmanthicola Dzhalag. 1964
- Pleospora osyridigena Bubák 1906
- Pleospora paludiscirpi E.G. Simmons 2001
- Pleospora palustris Berl. 1888
- Pleospora panamensis (F. Stevens & C.J. King) Petr. 1929
- Pleospora pegani Bubák 1914
- Pleospora peganicola Gucevič 1960
- Pleospora pelagica T.W. Johnson 1956
- Pleospora pelvetiae G.K. Sutherl. 1915
- Pleospora penicillus Fuckel 1874
- Pleospora persica Syd. & P. Syd. 1908
- Pleospora pertusa Sacc. & Cavara 1900
- Pleospora phaeocomoides (Sacc.) G. Winter 1886
- Pleospora phaeospora (Duby) Ces. & De Not. 1863
- Pleospora philadelphi Politis 1935
- Pleospora phyllophila Rehm 1923
- Pleospora physciae (Brackel) Hafellner & E. Zimm. 2012
- Pleospora pleosphaerioides Wehm. 1946
- Pleospora pluriseptata Wehm. 1961
- Pleospora poincianae Gucevič 1960
- Pleospora polymorpha Maubl. 1903
- Pleospora potentillae (Rostr.) E. Müll. 1951
- Pleospora pottiae Moesz 1924
- Pleospora praeandina Speg. 1909
- Pleospora primulae Crivelli 1983
- Pleospora prosopidis Bubák 1914
- Pleospora proteosperma Speg. 1910
- Pleospora proustiae Speg. 1909
- Pleospora pulchra Kirschst. 1907
- Pleospora punctata Wehm. 1946
- Pleospora punctulata I. Hino & Katum. 1961
- Pleospora puyae Speg. 1910
- Pleospora pygmaea (Ellis & Everh.) M.E. Barr 1990
- Pleospora rainierensis Wehm. 1951
- Pleospora ranunculi Keissl. 1922
- Pleospora rehmiana Staritz 1913
- Pleospora rhanterii Henn. 1904
- Pleospora rhinanthi Naumov 1925
- Pleospora rhytidhysterii Petr. 1963
- Pleospora ribesia Feltgen 1903
- Pleospora richtophensis Ellis & Everh. 1894
- Pleospora robusta Speg. 1909
- Pleospora rosarum Gonz. Frag. 1924
- Pleospora rotundata Reichert 1921
- Pleospora rubelloides (Plowr. ex Cooke) J. Webster 1957
- Pleospora rubicola Syd. & P. Syd. 1900
- Pleospora rubtzovii Gucevič 1972
- Pleospora rudis Berl. 1888
- Pleospora saccoboloides Speg. 1912
- Pleospora salicis Feltgen 1903
- Pleospora salicorniae P.A. Dang. 1888
- Pleospora salsolicola Woron. 1915
- Pleospora santolinae Gucevič 1962
- Pleospora saponariae (Gonz. Frag.) Wehm. 1952
- Pleospora scabra Mouton 1900
- Pleospora scaevolae F. Stevens & P.A. Young 1925
- Pleospora schoberiae (Sacc.) Berl. 1895
- Pleospora schrenkiae Tartenova 1969
- Pleospora scirpicola (DC.) P. Karst. 1873
- Pleospora scrophulariicola Gucevič 1971
- Pleospora scutati Gucevič 1971
- Pleospora senecionis Earle 1901
- Pleospora sepulta Clem. 1903
- Pleospora silenes Earle 1905
- Pleospora smyrnii Gonz. Frag. 1925
- Pleospora sorghi Feltgen 1903
- Pleospora sparganii Cooke 1890
- Pleospora spartii (Sacc.) Sacc. & Berl. 1888
- Pleospora spartii-juncei E. Müll. 1957
- Pleospora spartinae (J. Webster & M.T. Lucas) Apinis & Chesters 1964
- Pleospora spetsbergiensis K. Holm & L. Holm 1993
- Pleospora spinosae Rolland 1905
- Pleospora spiraeanthi Schwarzman 1968
- Pleospora spiraeina Bubák 1915
- Pleospora statices Lobik 1928
- Pleospora straminis Sacc. & Speg. 1878
- Pleospora subalpina E. Müll. 1951
- Pleospora submersa J. Webster & M.T. Lucas 1961
- Pleospora subramanianii A. Pande 1982
- Pleospora subriparia (Cooke) Sacc. 1883
- Pleospora subsulcata Ellis & Everh. 1890
- Pleospora tassiana Sacc. & Traverso 1911
- Pleospora taurica Naumov & Dobrozr. 1931
- Pleospora tessellata Ferd. & Winge 1909
- Pleospora tetrasepta Álv. García 1970
- Pleospora theae Speschnew 1904
- Pleospora thymi Gucevič 1960
- Pleospora tiliae Feltgen 1903
- Pleospora tomentosa Wehm. 1946
- Pleospora tragacanthae Rabenh. 1877
- Pleospora tretiachii Hafellner 2012
- Pleospora trevoae Speg. 1910
- Pleospora trevoicola Speg. 1910
- Pleospora turkestanica Rehm 1911
- Pleospora ulmicola Koshk. & Frolov 1973
- Pleospora uniserialis Wehm. 1961
- Pleospora uzbekistanica Babushk. & Salieva 1989
- Pleospora valesiaca (Niessl) E. Müll. 1951
- Pleospora vanhoeffenii Henn. 1906
- Pleospora verecunda (Curr.) Sacc. 1883
- Pleospora vinosa Kirschst. 1939
- Pleospora vitalbae (De Not.) Berl. 1888
- Pleospora vitis-viniferae Frolov 1970
- Pleospora vulgatissima Speg. 1882
- Pleospora wehmeyeri A.K. Pande 1970
- Pleospora welwitschiae Crivelli 1983
- Pleospora werthiana Henn. 1906
- Pleospora wulffii Lind 1928
- Pleospora xanthoriae Khodos. & Darmostuk 2016
- Pleospora xerophylli Petr. 1922
- Pleospora zeina Saccas 1951
- Pleospora zimmermannii Roum. 1880

Selon Index Fungorum (14 novembre 2018) :
- Pleospora abromeitiana Henn. 1897
- Pleospora abscondita Sacc. & Roum. 1881
- Pleospora acaciicola Henn. 1898
- Pleospora acaenae Henn. 1906
- Pleospora acantholimonis Henn. 1900
- Pleospora aceris-tatarici Sandu 1962
- Pleospora aclypeata Jadhav, Somani & Wangikar 1978
- Pleospora aculeorum Berl. 1888
- Pleospora addubitans (Stirt.) A.L. Sm. 1926
- Pleospora adenophorae Gucevič 1972
- Pleospora adminae Rieuf 1962
- Pleospora aeluropodis Lobik 1928
- Pleospora agapanthi Cruchet 1923
- Pleospora agaves De Not. 1863
- Pleospora agavicola Sivan. 1984
- Pleospora aggregata Wehm. & S. Ahmad 1964
- Pleospora akolae Jadhav, Somani & Wangikar 1978
- Pleospora alismatis Ellis & Everh. 1902
- Pleospora allescheri Sacc. & P. Syd. 1899
- Pleospora alnea Kauffman 1929
- Pleospora alnicola Podl. & Svrček 1970
- Pleospora aloysiae Tassi 1896
- Pleospora alpestris Ellis & Everh. 1894
- Pleospora alpina Rostr. 1885
- Pleospora alsines Hollós 1906
- Pleospora alstroemeriae Speg. 1910
- Pleospora altajensis Petr. 1928
- Pleospora alternariae Gibelli & Griffiths 1873
- Pleospora ambigua (Berl. & Bres.) Wehm. 1951
- Pleospora amelanchieris Wehm. 1946
- Pleospora amphoricarpi (Bubák) Wehm. 1961
- Pleospora amplispora Ellis & Everh. 1892
- Pleospora anastaticae Bagnis 1877
- Pleospora anceps Berl. & Sacc. 1889
- Pleospora andropogonis Niessl 1876
- Pleospora androsaces Fuckel 1875
- Pleospora anemones Ellis & Kellerm. 1887
- Pleospora angustata Wehm. 1951
- Pleospora angustis Gruyter & Verkley 2012
- Pleospora antarctica Speg. 1887
- Pleospora anthyllidis Auersw. & Niessl 1876
- Pleospora antinoriana Bagnis 1877
- Pleospora aparaphysata Therry 1882
- Pleospora aphyllanthis Henn. 1902
- Pleospora aquatica Griffiths 1899
- Pleospora aradensis M. Petrescu 1942
- Pleospora arctagrostidis Oudem. 1885
- Pleospora arctica Fuckel 1874
- Pleospora argyrospora Harkn. 1885
- Pleospora armeniacae McAlpine 1902
- Pleospora artemisiae Pat. 1892
- Pleospora arundinacea Fuckel 1870
- Pleospora arundinis Mariani 1911
- Pleospora arxii Tilak 1960
- Pleospora asclepiadearum McAlpine 1902
- Pleospora ascodedicata L. Holm & Nograsek 1990
- Pleospora asperulae Pass. 1875
- Pleospora asphodeli Rabenh. 1866
- Pleospora asplenii Ziling 1929
- Pleospora asymmetrica Wehm. 1951
- Pleospora atromaculans Rehm 1904
- Pleospora aucubae (Westend.) Lambotte 1880
- Pleospora aurangabadensis Tilak & R.L. Kulk. 1974
- Pleospora aurea Ellis & Everh. 1883
- Pleospora aurea Tassi 1897
- Pleospora aureliana Fairm. 1906
- Pleospora australiensis Berl. 1888
- Pleospora australis Sacc. 1883
- Pleospora avenae Rathschlag 1930
- Pleospora baccharidis Koshk. & Frolov 1973
- Pleospora baldensis Crivelli 1983
- Pleospora baldingerae Petr. 1924
- Pleospora baldratiana Bacc. 1917
- Pleospora balsamorrhizae Earle 1901
- Pleospora bambusae Pass. 1849
- Pleospora bardanae Niessl 1876
- Pleospora bataanensis Petr. 1923
- Pleospora batumensis Naumov 1912
- Pleospora berberidicola Lobik 1928
- Pleospora berberidis Rabenh. 1874
- Pleospora berlesii Oudem. 1897
- Pleospora bernadetae van den Boom 2014
- Pleospora biebersteinii Gucevič 1972
- Pleospora billbergiae Verwoerd & Du Plessis 1931
- Pleospora bjoerlingii Byford 1963
- Pleospora bobanensis Bubák 1915
- Pleospora boldoae Speg. 1910
- Pleospora borgiana (Sacc.) Theiss. 1916
- Pleospora bossiaecola Henn. 1898
- Pleospora brachyasca Pass. 1885
- Pleospora brachyspora (Niessl) Petr. 1940
- Pleospora breviasca Berl. 1888
- Pleospora briardiana Sacc. 1885
- Pleospora briosiana Maffei 1916
- Pleospora brunnea Cooke 1882
- Pleospora bryophila Racov. 1959
- Pleospora bubakiana Jaap 1916
- Pleospora buddlejae Gucevič 1959
- Pleospora buddlejicola Gucevič 1959
- Pleospora bulgarica Petr. 1931
- Pleospora caesalpiniae Gucevič 1960
- Pleospora caesalpiniae R. Rao 1970
- Pleospora calida Penz. & Sacc. 1884
- Pleospora calycanthi Casali 1900
- Pleospora camelliae Dippen. 1931
- Pleospora campanulae-fragilis Pass.
- Pleospora canariensis Petr. 1929
- Pleospora canariensis Speg. 1914
- Pleospora caricis-pendulae Unamuno 1929
- Pleospora caroli Sacc. 1892
- Pleospora carphicola Speg. 1924
- Pleospora casaliana Sacc. & P. Syd. 1899
- Pleospora cassiae Ellis & Everh. 1886
- Pleospora cassiae Thirum. & Naras. 1950
- Pleospora cassiae Tilak 1967
- Pleospora caudata (Rehm) E. Müll. 1951
- Pleospora ceanothi (Dearn. & House) Dearn. 1926
- Pleospora celtidicola Gucevič 1959
- Pleospora celtidis (Castagne) Sacc. 1883
- Pleospora celtidis Gucevič 1959
- Pleospora centaureae Politis 1940
- Pleospora cepae (Preuss) Sacc. 1883
- Pleospora cephalandrae E. Müll. & S. Ahmad 1957
- Pleospora cerasi Politis 1938
- Pleospora cerastii Feltgen 1905
- Pleospora cereicola Speg. 1910
- Pleospora chamaeropis (Durieu & Mont.) Sacc. 1883
- Pleospora chandensis P.G. Sathe & K.M. Mogarkar 1973
- Pleospora chlamydospora Sacc. 1880
- Pleospora chlorogali Fairm. 1923
- Pleospora chrysanthemi E. Nielsen 1888
- Pleospora chrysospora Niessl 1880
- Pleospora chuquiragae Speg. 1909
- Pleospora ciliata Ellis 1881
- Pleospora cistorum Rolland 1898
- Pleospora cladiicola P. Crouan & H. Crouan 1867
- Pleospora clarkeana Ellis & Everh. 1892
- Pleospora clavariarum (Tul. & C. Tul.) Tul. & C. Tul. 1863
- Pleospora clavata Gucevič 1970
- Pleospora clavispora Wehm. 1953
- Pleospora clementsii Wehm. 1953
- Pleospora clypeata Wehm. 1949
- Pleospora collaltina Sacc. & Speg. 1878
- Pleospora collapsa Feltgen 1903
- Pleospora collematum Zukal 1887
- Pleospora colobanthi Henn. 1906
- Pleospora coloradensis Ellis & Everh. 1895
- Pleospora coluteae (Goid.) Wehm. 1961
- Pleospora coluteicola Gonz. Frag. 1917
- Pleospora comata Niessl 1872
- Pleospora compositarum Earle 1901
- Pleospora conglutinata K.I. Goebel 1879
- Pleospora coniformis Fuckel 1870
- Pleospora convallariae Cocc. & Morini 1886
- Pleospora convallariae Fuckel 1870
- Pleospora coronillae Politis 1940
- Pleospora coronillae Severini 1913
- Pleospora croceae (Bagl. & Carestia) Vouaux
- Pleospora crozalsii Vouaux 1913
- Pleospora culmicola Speg. 1910
- Pleospora culmigena Feltgen 1901
- Pleospora curvasca Bubák 1914
- Pleospora cytisella Lobik 1928
- Pleospora cytisi Fuckel 1870
- Pleospora cytisicola Lobik 1928
- Pleospora dakotensis (Rehm) Petr. 1952
- Pleospora dalbergiae A. Pande 1970
- Pleospora davatchii Esfand. 1950
- Pleospora dearnessii Sacc. 1914
- Pleospora deceptiva Wehm. 1961
- Pleospora decipiens Ellis & Everh. 1893
- Pleospora denudata Feltgen 1903
- Pleospora dianthi Berl. 1888
- Pleospora dianthi De Not. 1863
- Pleospora diaportheoides Ellis & Everh. 1890
- Pleospora diaporthoides Ellis & Everh. 1892
- Pleospora dichondrae Frisullo & U. Braun 1996
- Pleospora dichromotricha (Speg.) Wehm. 1953
- Pleospora dietziana Hazsl. 1893
- Pleospora discoidea Feltgen 1903
- Pleospora discors (Durieu & Mont.) Ces. & De Not. 1863
- Pleospora disrupta McAlpine 1899
- Pleospora dissiliens Magnus 1900
- Pleospora doidgeae Petr. 1927
- Pleospora dolioloides Fuckel 1870
- Pleospora donacina (Fr.) Niessl 1876
- Pleospora drabae J. Schröt. 1880
- Pleospora drummondii Nirenberg & Plate 1983
- Pleospora dryadis Fuckel 1874
- Pleospora dryadis Hazsl. 1893
- Pleospora drygalskiana Henn. 1906
- Pleospora dusenii Petr. 1947
- Pleospora dyeri Doidge 1948
- Pleospora echiicola Petr. 1924
- Pleospora echinophorae Kuhnh.-Lord. & J.P. Barry 1949
- Pleospora echinopis Hazsl. 1892
- Pleospora echinops Hazsl. 1873
- Pleospora edwiniae Clem. 1903
- Pleospora egyptiaca Reichert 1921
- Pleospora elaeagni Tilak & R. Rao 1968
- Pleospora elegans Gucevič 1971
- Pleospora eleocharidis P. Karst. 1873
- Pleospora eleocharidis Plowr. & Cooke 1884
- Pleospora ellisii Wehm. 1961
- Pleospora endiusae Catt. 1879
- Pleospora endiusae Fuckel 1870
- Pleospora engeliana (Saut.) G. Winter 1884
- Pleospora eocoronis Clem. ex Wehm. 1961
- Pleospora ephedrae Fabre 1879
- Pleospora ephedrae Sacc.
- Pleospora ephedrae Speg. 1902
- Pleospora ephedricola Speg. 1912
- Pleospora epilobii E. Müll. 1951
- Pleospora episphaeria Teng & S.H. Ou 1936
- Pleospora equiseti A.L. Sm. 1908
- Pleospora eremosparti Szembel 1924
- Pleospora eriobotryae Cristofol. 1913
- Pleospora eryngii Politis 1940
- Pleospora erythrinae Ces. 1876
- Pleospora escalerae Gonz. Frag. 1918
- Pleospora escaleriana Gonz. Frag. 1918
- Pleospora eturmiuna E.G. Simmons 2001
- Pleospora eucalypti J.L. Mulder 1989
- Pleospora euonymella Maubl. 1903
- Pleospora eustegia (Cooke) Sacc. 1883
- Pleospora excavata (Fr.) Sacc. 1883
- Pleospora excelsa Gonz. Frag. 1923
- Pleospora fagi Lind 1907
- Pleospora faidherbiae Faurel & Schotter 1958
- Pleospora falconeri Henn. 1903
- Pleospora farlowiana Rehm 1904
- Pleospora feijoae Gucevič 1970
- Pleospora feltgenii Sacc. & P. Syd. 1902
- Pleospora fenestrata Niessl & Berl. 1886
- Pleospora fibrillosa Berl. 1888
- Pleospora filicina Feltgen 1903
- Pleospora findens Ellis & Everh. 1897
- Pleospora firmianae Koshk. & Frolov 1973
- Pleospora forsteri Speg. 1887
- Pleospora freticola Speg. 1887
- Pleospora fructicola Heald 1930
- Pleospora fuckeliana Niessl 1876
- Pleospora fuegiana Speg. 1887
- Pleospora fumanae Hazsl. 1893
- Pleospora gailloniae Bubák 1914
- Pleospora galii G.H. Otth 1869
- Pleospora galii Wehm. 1953
- Pleospora gallegensis Speg. 1887
- Pleospora gallica Brunaud ex Sacc. 1914
- Pleospora gaubae Petr. 1949
- Pleospora gaussiana Henn. 1906
- Pleospora gei-reptantis Carestia 1870
- Pleospora genistae Gucevič 1972
- Pleospora genisticola Fautrey & Lambotte 1897
- Pleospora gerberae Dippen. 1931
- Pleospora gibbosa Berl. 1888
- Pleospora gigantasca Rostr. 1903
- Pleospora gigantea (Mont.) Sacc. 1881
- Pleospora gigaspora P. Karst. 1884
- Pleospora glacialis Niessl & Rehm 1885
- Pleospora globularioides (P. Crouan & H. Crouan) Sacc. 1883
- Pleospora glyceriae Feltgen 1901
- Pleospora gnaphalii Westend. & Fuckel 1870
- Pleospora gompholobii Petr. 1954
- Pleospora goniolimonis Pass. 1882
- Pleospora graminearum Wehm. 1961
- Pleospora grevilleae Petr. 1954
- Pleospora guceviczii Glezer 1959
- Pleospora gummipara Oudem. 1883
- Pleospora gymnadeniae Hollós 1926
- Pleospora halimi Maubl. 1905
- Pleospora harknessii Berl. & Voglino 1886
- Pleospora hazslinszkyana Sacc. & P. Syd. 1899
- Pleospora hederae Politis 1935
- Pleospora helichrysi Hollós 1907
- Pleospora heliotropii Golovin 1950
- Pleospora helvetica Niessl 1876
- Pleospora henningsiana Ruhland 1901
- Pleospora herbarum P. Karst. 1872
- Pleospora herniariae Fuckel 1864
- Pleospora hesperidearum Catt. 1882
- Pleospora heterophragmia Sousa da Câmara 1951
- Pleospora hibisci Gucevič 1970
- Pleospora hidakana Otani & Mikawa 1971
- Pleospora hippophaes P. Larsen 1952
- Pleospora hispida Niessl 1876
- Pleospora hispidula Niessl 1876
- Pleospora hrubyana Petr. 1931
- Pleospora hungarica (Moesz) Wehm. 1961
- Pleospora hyacinthi Sorauer 1886
- Pleospora hyalospora Speg. 1879
- Pleospora hydrophila P. Karst. 1883
- Pleospora ilicis Wehm. 1953
- Pleospora imparseptata Sousa da Câmara 1929
- Pleospora imperspicua Pat. 1897
- Pleospora incarvilleae Byzova 1979
- Pleospora incerta Crivelli 1983
- Pleospora inclusa Fuckel 1870
- Pleospora indica (Tandon & Bilgrami) K.S. Thind & Mandahar 1966
- Pleospora insignis Gucevič 1971
- Pleospora insularis Speg. 1887
- Pleospora intermedia Speg. 1910
- Pleospora inulae-candidae Jaap 1916
- Pleospora inverecunda Ces. 1876
- Pleospora iqbalii M.T. Lucas 1969
- Pleospora islandica Johanson 1884
- Pleospora jaapiana Rehm 1898
- Pleospora juglandina Feltgen 1903
- Pleospora junci Pass. & Beltrani 1882
- Pleospora juncorum P. Crouan & H. Crouan 1867
- Pleospora juzepczukii Gucevič 1972
- Pleospora kamatii A. Pande 1982
- Pleospora karatavica Tartenova 1969
- Pleospora karii Petr. 1936
- Pleospora karstenii Berl. & Voglino 1886
- Pleospora kentiae Maubl. 1903
- Pleospora kerguelensis Henn. 1906
- Pleospora kirghisorum Domashova 1960
- Pleospora kok-saghyz Cherem. 1951
- Pleospora kouh-cherrica Gonz. Frag. 1918
- Pleospora kouh-sefidica Gonz. Frag. 1918
- Pleospora kravtzevii (Schwarzman) Byzova 1987
- Pleospora kudjurica Petr. 1949
- Pleospora kurdistanica Bubák 1914
- Pleospora kurtbaueri Wechtl & Riedl 1986
- Pleospora lactucicola Ellis & Everh. 1888
- Pleospora lacustris Feltgen 1903
- Pleospora laminariana G.K. Sutherl. 1916
- Pleospora lanceolata (Kalchbr. & Cooke) Sacc. 1883
- Pleospora lantanae Jaap 1917
- Pleospora lantanae Jadhav, Somani & Wangikar 1978
- Pleospora lanuginosa Sacc. 1878
- Pleospora lapageriae Speg. 1910
- Pleospora lapataiensis Speg. 1924
- Pleospora laricina Rehm 1882
- Pleospora laserpitii Bres. 1882
- Pleospora laxa Ellis & Galloway 1889
- Pleospora lecanora Rehm 1913
- Pleospora leontopodii (Cruchet) E. Müll. 1951
- Pleospora lepidii Hollós 1906
- Pleospora lepidiicola Earle 1901
- Pleospora leptosphaerioides Allesch. 1897
- Pleospora leptosphaerioides Sacc. & Therry 1882
- Pleospora leptosphaerulinoides Crivelli 1983
- Pleospora lesdainii Vouaux 1912
- Pleospora lespedezae I. Miyake 1914
- Pleospora lichenalis (Peck) Sacc. 1883
- Pleospora ligni Kirschst. 1906
- Pleospora lignicola J. Webster & M.T. Lucas 1961
- Pleospora ligustri Politis 1935
- Pleospora limoniastri Pat. 1892
- Pleospora lindaviana Reichert 1921
- Pleospora lini-cathartici Unamuno 1930
- Pleospora liniperda Thüm. 1880
- Pleospora lithophilae Gucevič 1972
- Pleospora loculata (Crié) Sacc. 1883
- Pleospora logani Gucevič 1959
- Pleospora loganicola Gucevič 1959
- Pleospora lomandrae Petr. 1957
- Pleospora longispora Speg. 1887
- Pleospora luciae Géneau 1894
- Pleospora lusitanica Pass. & Thüm. 1878
- Pleospora lutea Wehm. 1961
- Pleospora luzulae E. Müll. 1977
- Pleospora lycii Hazsl. 1893
- Pleospora lycopersici Marchal & É.J. Marchal 1921
- Pleospora lycopodii Lind 1913
- Pleospora lycopodiicola Lind 1934
- Pleospora macedonica Petr. 1936
- Pleospora macrospora Ces. & De Not. 1863
- Pleospora magellanica Speg. 1887
- Pleospora magnifica Peck 1906
- Pleospora magnoliae Massa 1912
- Pleospora magnusiana Berl. 1895
- Pleospora maireana Lambotte & Fautrey 1897
- Pleospora malacospora Speg. 1879
- Pleospora mali G.A. Newton 1928
- Pleospora mallorquina Rolland 1905
- Pleospora mangiferae A. Pande 1980
- Pleospora maritima E. Bommer, M. Rousseau & Sacc. 1890
- Pleospora martianoffiana Thüm. 1882
- Pleospora massarioides Feltgen 1903
- Pleospora matthiolae Fuckel 1885
- Pleospora mauritanica Maire 1907
- Pleospora maydis Malbr. & Brunaud 1887
- Pleospora medicaginis Fuckel 1870
- Pleospora medicaginis Karimov 1956
- Pleospora megalotheca Earle 1901
- Pleospora meliae Politis 1970
- Pleospora mendax (Sacc.) Sacc. 1891
- Pleospora mesopotamica Bubák 1914
- Pleospora microsperma Sacc. 1891
- Pleospora microspora Niessl 1876
- Pleospora minor Wehm. 1952
- Pleospora minuartiae Gucevič 1972
- Pleospora minuta Kirschst. 1906
- Pleospora miscanthi H.S. Yates 1917
- Pleospora misera Speg. 1887
- Pleospora mollis Starbäck 1905
- Pleospora monilispora Fuckel 1870
- Pleospora montagnitis Hollós 1906
- Pleospora montana Wehm. 1946
- Pleospora montemartinii Caracc. 1934
- Pleospora moravica (Petr.) Wehm. 1952
- Pleospora moricola Pass. 1885
- Pleospora mucosa Speg. 1881
- Pleospora muelleri Tilak 1960
- Pleospora muelleri Wehm. 1961
- Pleospora mycenastri Hollós 1906
- Pleospora myricariae Ade 1923
- Pleospora nabelekii Picb. 1932
- Pleospora napi Fuckel 1870
- Pleospora negundinis Oudem. 1900
- Pleospora neottiae Hollós 1910
- Pleospora nevadensis Petr. 1931
- Pleospora nicotianae Av.-Saccá 1922
- Pleospora nidulans Speg. 1912
- Pleospora niessliana J. Kunze 1876
- Pleospora nigricans G.F. Atk. 1897
- Pleospora nitida (Ellis & Everh.) Wehm. 1942
- Pleospora njegusensis Bubák 1915
- Pleospora nolinae A.W. Ramaley & M.E. Barr 1995
- Pleospora notarisii (Sacc.) Petr. 1940
- Pleospora obliqua Wehm. 1951
- Pleospora oblongispora Rehm 1907
- Pleospora obtusispora Z.Q. Yuan & M.E. Barr 1995
- Pleospora occultata Oudem. 1894
- Pleospora oenotherae Feltgen 1903
- Pleospora oleraceae Tehon & G.L. Stout 1929
- Pleospora oligasca Bubák 1906
- Pleospora oligomera Sacc. & Speg. 1878
- Pleospora oligotricha Niessl 1885
- Pleospora olivacea McAlpine 1898
- Pleospora ononidis Picb. 1927
- Pleospora onosmatis Hollós 1906
- Pleospora opuntiicola Bubák 1906
- Pleospora orbicularis Auersw. 1869
- Pleospora orchidearum Cruchet 1923
- Pleospora orchidearum Henn. 1905
- Pleospora osmanthicola Dzhalag. 1964
- Pleospora osyridigena Bubák 1906
- Pleospora ovoidea Niessl 1883
- Pleospora oxycanthae Pass. & Beltrani 1882
- Pleospora pachyasca Auersw. 1868
- Pleospora pallida Sacc. & Speg. 1878
- Pleospora pallideterminalis Nograsek 1990
- Pleospora paludiscirpi E.G. Simmons 2001
- Pleospora palustris Berl. 1888
- Pleospora panamensis (F. Stevens & C.J. King) Petr. 1929
- Pleospora papillata P. Karst. 1873
- Pleospora paronychiae Cooke 1883
- Pleospora parvula Berl. 1895
- Pleospora passeriniana Berl. 1888
- Pleospora patagonica Speg. 1887
- Pleospora patella Fabre 1883
- Pleospora paucitricha Fuckel 1874
- Pleospora pegani Bubák 1914
- Pleospora peganicola Gucevič 1960
- Pleospora pelagica T.W. Johnson 1956
- Pleospora pelvetiae G.K. Sutherl. 1915
- Pleospora penicillus Fuckel 1874
- Pleospora pentamera Berl. 1888
- Pleospora persica Syd. & P. Syd. 1908
- Pleospora pertusa Sacc. & Cavara 1900
- Pleospora petiolorum Fuckel 1870
- Pleospora pezizoides Ces. 1885
- Pleospora phaeocomoides (Sacc.) G. Winter 1886
- Pleospora phaeospora (Duby) Ces. & De Not. 1863
- Pleospora philadelphi Politis 1935
- Pleospora phragmiticola P. Crouan & H. Crouan 1867
- Pleospora phyllophila Rehm 1923
- Pleospora piptochaetii Speg. 1898
- Pleospora pleosphaerioides Wehm. 1946
- Pleospora plicata (Preuss) Sacc. 1883
- Pleospora pluriseptata Wehm. 1961
- Pleospora poincianae Gucevič 1960
- Pleospora polymorpha Maubl. 1903
- Pleospora polyphragmia Sacc. 1878
- Pleospora polytrichia Tul. & C. Tul. 1863
- Pleospora potentillae (Rostr.) E. Müll. 1951
- Pleospora pottiae Moesz 1924
- Pleospora praeandina Speg. 1909
- Pleospora primulae Crivelli 1983
- Pleospora principis Pass. 1849
- Pleospora prosopidis Bubák 1914
- Pleospora prostii Pass. & Roum. 1885
- Pleospora proteispora Speg. 1898
- Pleospora proteosperma Speg. 1910
- Pleospora proustiae Speg. 1909
- Pleospora pteridis (Rabenh.) Ces. & De Not. 1863
- Pleospora pulchra Kirschst. 1906
- Pleospora punctata Wehm. 1946
- Pleospora punctulata I. Hino & Katum. 1961
- Pleospora pustula Berl. & F. Sacc. 1889
- Pleospora pustulans Ellis & Everh. 1888
- Pleospora puyae Speg. 1910
- Pleospora pygmaea (Ellis & Everh.) M.E. Barr 1990
- Pleospora pygmaea Ellis & Everh. 1929
- Pleospora pyrenaica Niessl 1876
- Pleospora rainierensis Wehm. 1951
- Pleospora ranunculi Keissl. 1922
- Pleospora rebissia De Not.
- Pleospora refracta Sacc. 1883
- Pleospora rehmiana Staritz 1913
- Pleospora rhanterii Henn. 1904
- Pleospora rhinanthi Naumov 1925
- Pleospora rhytidhysterii Petr. 1963
- Pleospora ribesia Feltgen 1903
- Pleospora richtophensis Ellis & Everh. 1894
- Pleospora robertiani G. Boyer & Jacz. 1894
- Pleospora robusta Speg. 1909
- Pleospora rosae Wanas., Camporesi, E.B.G. Jones & K.D. Hyde 2018
- Pleospora rosae-caninae Wanas., Camporesi, E.B.G. Jones & K.D. Hyde 2018
- Pleospora rosarum Gonz. Frag. 1924
- Pleospora rotundata Reichert 1921
- Pleospora rubelloides (Plowr. ex Cooke) J. Webster 1957
- Pleospora rubicola Syd. & P. Syd. 1900
- Pleospora rubtzovii Gucevič 1972
- Pleospora rudbeckiae Kirchn. 1872
- Pleospora rudis Berl. 1888
- Pleospora rupestris Gucevič 1971
- Pleospora ruticola C. Moreau 1946
- Pleospora saccardoana Roum. 1880
- Pleospora saccardoi Berl. 1888
- Pleospora saccoboloides Speg. 1912
- Pleospora salicis Feltgen 1903
- Pleospora salicorniae P.A. Dang. 1888
- Pleospora salsolicola Woron. 1915
- Pleospora sambuci Sacc. 1883
- Pleospora sansevieriana Delacr. 1897
- Pleospora santolinae Gucevič 1962
- Pleospora saponariae (Gonz. Frag.) Wehm. 1952
- Pleospora scabra Mouton 1900
- Pleospora scaevolae F. Stevens & P.A. Young 1925
- Pleospora schoberiae (Sacc.) Berl. 1895
- Pleospora schrenkiae Tartenova 1969
- Pleospora scirpicola (DC.) P. Karst. 1873
- Pleospora scirrhioides Sacc. 1880
- Pleospora sclerotioides Speg. 1880
- Pleospora scopulicola Speg. 1887
- Pleospora scrophulariicola Gucevič 1971
- Pleospora scutati Gucevič 1971
- Pleospora secotii Hollós 1906
- Pleospora sedi (Roum. & Briard) Berl. & Voglino 1886
- Pleospora senecionis Earle 1901
- Pleospora senecionis Fuckel 1870
- Pleospora septemseptata (Auersw.) Sacc. 1883
- Pleospora sepulta Clem. 1903

Selon ITIS (14 novembre 2018) :
- Pleospora gaudefroyi Patouillard
- Pleospora herbarum (Pers. Ex Fr.) Rabenh.
- Pleospora pelagica Johnson
- Pleospora pelvetiae Sutherland
- Pleospora spartinae (Webster & Lucas) Apinis & Chest.
- Pleospora triglochinicola Webster